# Spaargaren

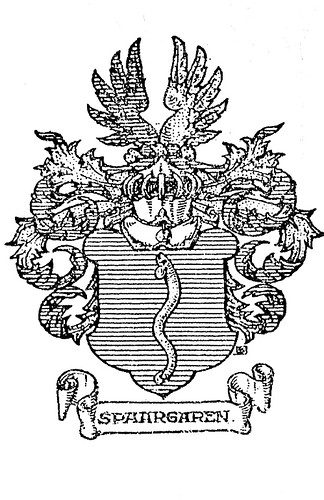
Familiewapen Spaargaren

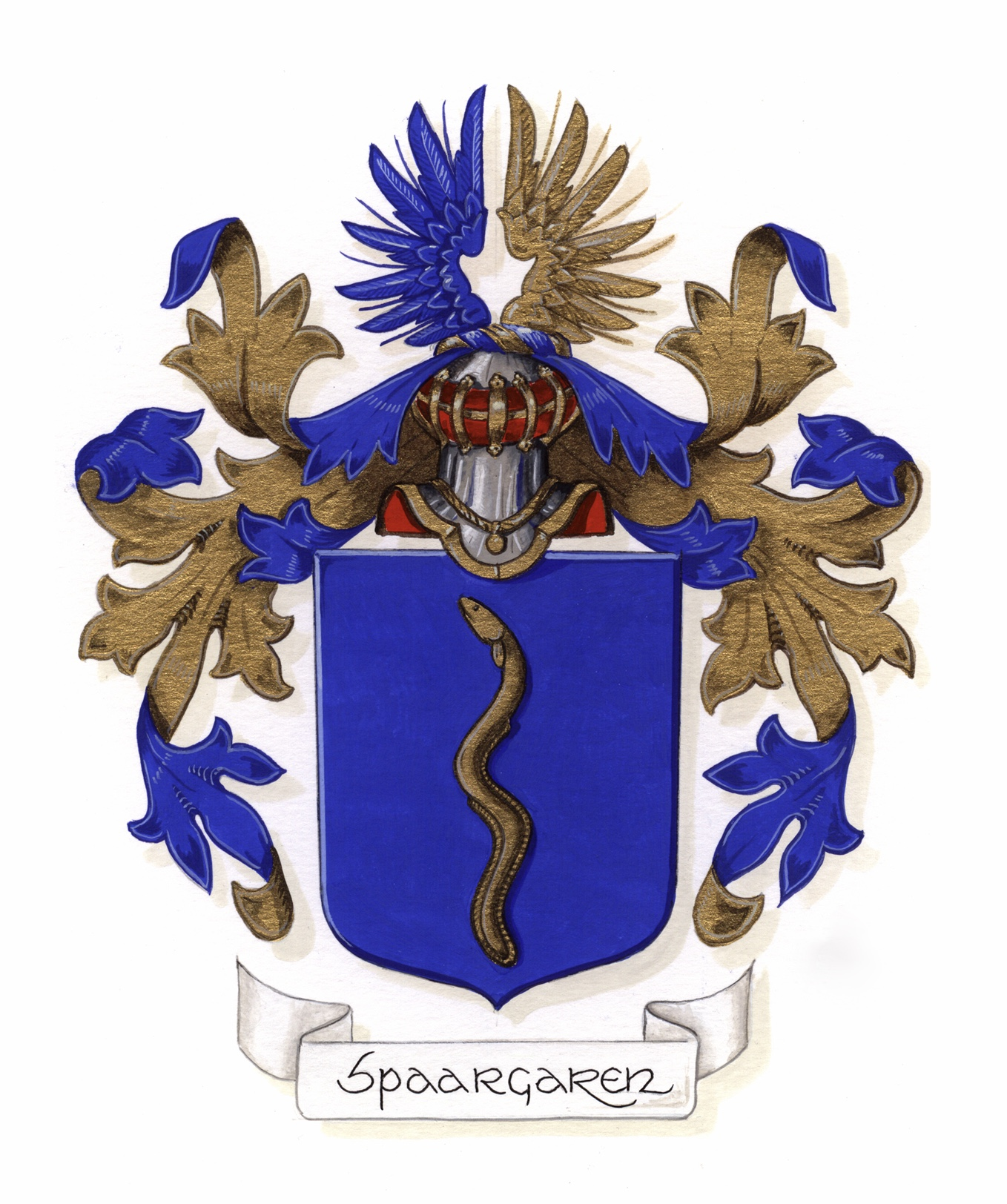
Uitvoering van wapen van de familie Spaargaren

Spaargaren is een oorspronkelijk uit Burgerveen afkomstig Nederlands geslacht.

## Geschiedenis
De stamreeks begint al in de 16e eeuw in 1575. Op 18 maart 1607 wordt een akte opgemaakt waarin Jan Janz Spaargaren verklaart schuldig te zijn aan Pieter Janz een bedrag van 191 carolusguldens. Dit was voor de aankoop van “een stuck lants te Burgravenveen”. Voor zover nu bekend, is dit de eerste keer dat de naam Spaargaren genoemd wordt. Deze Jan Janz is overleden in 1623, want dan wordt zijn vrouw vermeld als Marijtgen Cleasdr, weduwe van Jan Janz Spaergaren.
Hun zoon Jan en diens nazaten woonden in Burgerveen, aan de rand van de Haarlemmermeer. Vermoedelijk waren zij vissers, want we komen hen sporadisch tegen in de leggers. Door de afkalving van het land door de Haarlemmermeer kwamen de Spaargarens steeds dichter bij Aalsmeer te wonen. Aan het begin van de 18e eeuw vinden we ze op de Uiterweg. Louris Pieterz Spaargaren vestigde zich in het Oosteinde, waarschijnlijk omdat zijn vrouw ervandaan kwam, en werd teelman. De nazaten van Cleas woonden vanaf ca. 1670 in Amsterdam. Van deze familie zijn de gegevens bekend tot en met de 10e generatie.

## De naam Spaargaren
De betekenis van de naam Spaargaren is onduidelijk. Er zijn een paar namen die qua samenstelling op Spaargaren lijken: Spaarkogel, Spaaroog en Spaarwater. Het stuk Spaar- in de naam zou dan wijzen op zuinig omgaan met iets. De vorm Spaar- is een schijnbare gebiedende wijs; schijnbaar omdat de gebiedende wijs in een naam niet kan. Een dergelijke vorm duidt op een spot- of bijnaam. Het stuk –garen in de naam kan kleermakersgaren, vissersgaren om netten te breien of het visnet zelf betekenen.
De laatste betekenissen zouden overeenstemmen met het vermoeden dat de eerste Spaargarens vissers waren. Het woordje –garen zou ook afgeleid kunnen zijn van het woordje gaarne, graag. Zekerheid is er niet; we weten te weinig van de eerste Spaargarens zelf.
De naam werd vroeger op verschillende wijzen geschreven, maar alle huidige Spaargarens hebben dezelfde spellingswijze. Verschillende schrijfwijzen die we tegenkomen zijn: Spaaregaare, Spaargaarn, Spaargeern, Spaergaert, Spargaren. De oorzaak van deze verschillen ligt deels aan het spelvermogen van de schrijver, deels aan de manier waarop toen de naam uitgesproken werd. In Aalsmeer werd en wordt nog steeds Spaargaren vaak uitgesproken als Sparregare(n). Poulus tekende in 1816 een akte met Spaare Gaare en in 1819 en 1820 met P.J.S. Gaare. In de burgerlijke stand van Amsterdam vinden we in de 19e eeuw bij de tak Cleas familieleden die Spaargaaren en Spargaren heetten. Deze families zijn echter aan het begin van de 20e eeuw uitgestorven.

## Familiewapen
De familie Spaargaren voert een familiewapen waarvan de beschrijving luidt: “In blauw een kronkelende aal, paalsgewijs, kop omhoog, van goud. Helmteken: een blauw-gouden vlucht. Dekkleden: goud en blauw” Het wapen verwijst naar het wapen van Aalsmeer en het beroep van de eerste Spaargarens: palingvisser. Het familiewapen is in het blad “Gens Nostra” van de Nederlandse Genealogische Vereniging gepubliceerd.